# Dynamite Düx
Dynamite Düx är ett arkadspel utvecklat av Sega AM2 och utgivet av Sega 1988.
Lucy har blivit kidnappad av den onde Achacha och hennes vänner ankorna Bin och Pin följer efter honom för att kunna rädda henne.
Man styr sin figur, en av ankorna, över ett landskap som scrollar i horisontell riktning. Man kan spela ensam eller tillsammans med någon. Fientliga djur såsom rullskridskoåkande katter, boxande krokodiler och sumobrottande grisar försöker stoppa en med hjälp av flera vapen, dessutom skadas man om man nuddar fienden. Man slåss med slag och sparkar och vapen mot fienderna hittar man liggande längs vägen. Vapnen består av bland annat stenar, bomber och kanoner. På vägen hittar man också mat som ger en hälsa och skattkistor som ger en poäng. Spelet består av flera banor och på mitten och slutet av varje bana finns det en boss man ska besegra.